# Copa Eva Duarte 1952-53
La Copa Eva Duarte 1952-53 fue cronológicamente la séptima y última temporada de esta competición, según los registros oficiales de la Real Federación Española de Fútbol (RFEF). Según las reglas oficiales de la RFEF, organizador de la competición, el club vencedor tanto de la Liga de España como de la Copa se acreditaba automáticamente vencedor del torneo. En este caso, el FC Barcelona resultó campeón de la Primera División de España 1952-53 y Copa del Generalísimo de fútbol 1953 (ganó el doblete como se le conoce popularmente), por lo que se adjudicó el trofeo. Esto supuso el tercer y último título en la historia de la competición para el FC Barcelona.
Fue la última temporada de la competición debido al fallecimiento de Eva Duarte de Perón. La Copa Eva Duarte es el precedente inmediato de la Supercopa de España que se disputa desde 1982. De allí que el torneo es a menudo conocido como la Supercopa.
|                         |
| Campeón F. C. BARCELONA |
| Tercer título           |